# Aeroportul Changhai
Aeroportul Changhai (IATA: CNI, ICAO: ZYCH) este un aeroport din Changhai County⁠(d), Dalian, Liaoning, Republica Populară Chineză ce deservește zona Kampung Changhai⁠(d). Aeroportul a fost tranzitat în 2022 de 2.765 de pasageri.
Aeroportul dispune de o singură pistă.